# 호불호
"호불호"는 대한민국의 래퍼 우원재의 노래로, AOMG를 통해 2019년 3월 11일에 발매되었다.

## 평가
이즘에서 5점 만점에 2점을 받았다. 정민재 평론가에 따르면, "우원재의 개성 강한 낮은 톤과 특유의 발음법이 유독 흐리멍덩하다." 또한 "랩의 밀고 당기기, 단어 배열에서 오는 리듬감 등 래핑 자체의 듣는 재미도 크지 않다."

## 차트
| 차트 (2019)     | 최고 순위 |
| --------------- | --------- |
| 대한민국 (가온) | 21        |